# 1176 dans les croisades
Cette page regroupe les évènements concernant les Croisades qui sont survenus en 1176 :
- 22 avril : Saladin bat près de Hama les héritiers de Nur ad-Din[1].
- 1er août : Baudouin IV de Jérusalem bat Turan-shah, le frère de Saladin et gouverneur de Damas, à la plaine de la Béqa[1].
- 17 septembre : Les Byzantins sont battus à Myroképhalon par les Seldjoukides[2].
- octobre : Guillaume de Montferrat, épouse Sibylle de Jérusalem et reçoit le comté de Jaffa[3].
- Saladin, vizir d'Égypte, s'empare de Mossoul[4].
- Renaud de Châtillon épouse Etiennette de Milly, dame d'Outre-Jourdain[5].